# Stora Skogstorp
Stora Skogstorp är en bebyggelse utefter länsväg 537 i Västerås-Barkarö socken i Västerås kommun. Från 2015 till 2023 avgränsade SCB här en småort som gavs namnet Eriksbo park. Vid avgränsningen 2023 klassades området som då utökats som en tätort som av SCB gavs namnet Stora Skogstorp.